# Gamma-Cassiopeiae-Analog
Gamma-Cassiopeiae-Analogs oder manchmal auch Gamma-Cassiopeiae-like-Objects sind eine Untergruppe der Be-Sterne mit ungewöhnlichen Röntgenleuchtkräften zwischen denen normaler Be-Sterne und den Röntgendoppelsternen mit einem Be-Stern als Massenspender. Sie sind benannt nach dem Prototyp Gamma Cassiopeiae, ebenso wie die Gamma-Cassiopeiae-Sterne, eine Gruppe eruptiver Veränderlicher.

## Eigenschaften
Die Gamma-Cassiopeiae-Analogs haben die folgenden Eigenschaften:
- Ihre Röntgenleuchtkraft liegt zwischen 1032 und 1033 erg/s, während bei Röntgendoppelsternen mit einem Be-Stern diese auch in Ruhephasen nicht unter 1034 erg/s abfällt. Unauffällige Be-Sterne überschreiten nicht 1030 erg/s, wobei die Röntgenstrahlung als Bremsstrahlung in Schocks des Sternwinds entsteht.
- Der weiche Anteil der Röntgenstrahlung ist thermischer Natur, während der harte Anteil einem kataklysmischen Veränderlichen ähnlich ist.
- Weder im Optischen noch im Röntgenlicht sind Anzeichen für einen engen Begleiter um die Be-Sterne gefunden worden.
- Periodische Helligkeitsschwankungen in beiden Spektralbereichen in der Größenordnung von einem Tag werden als eine Rotationsmodulation interpretiert.
- Daneben treten im Röntgenbereich Eruptionen innerhalb von Sekunden bis Minuten auf, die als Flares bezeichnet werden. Weiterhin sind semiperiodische Modulationen in der Größenordnung von Monaten bis Jahren vermutet worden.
- Die Gamma-Cassiopeiae-Analogs unterscheiden sich im Radiobereich und der Gammastrahlung nicht von anderen Be-Sternen.
- Treten die Gamma-Cassiopeiae-Analogs in einem offenen Sternhaufen auf, so sind sie überdurchschnittlich häufig Blue Straggler.

## Interpretation
Für die ungewöhnliche Röntgenstrahlung sind zwei Hypothesen aufgestellt worden. Demnach entsteht die hochenergetische Strahlung beim Einfall von Materie aus einem zirkumstellaren Ring auf einen Weißen Zwerg, ähnlich wie bei Röntgendoppelsternen auf einen Neutronenstern. Aufgrund des geringeren Gravitationspotentials des Weißen Zwergs ist die Röntgenstrahlung weicher und zeigt eine geringere Leuchtkraft. Die zweite Hypothese lässt die Röntgenstrahlung als Folge einer Wechselwirkung zwischen dem Magnetfeld des Be-Sterns und einer zirkumstellaren Scheibe entstehen, wobei die Scheibe ebenfalls über ein eingebettetes Magnetfeld verfügen könnte.

## Beispiele
- Gamma Cassiopeiae
- HD 45314
- HD 119682
- HD 110432
- HD 161103